# Hiroyuki Mae
Hiroyuki Mae (前 寛之 Mae Hiroyuki?, Sapporo, Hokkaidō, 1 de agosto de 1995) es un futbolista japonés que juega como centrocampista en el F. C. Machida Zelvia de la J1 League.

## Trayectoria

### Clubes
| Club                       | País      | Año       |
| -------------------------- | --------- | --------- |
| Hokkaido Consadole Sapporo | Japón     | 2014-2018 |
| Khonkaen FC (cedido)       | Tailandia | 2014      |
| J. League sub-22 (cedido)  | Japón     | 2014-2015 |
| Mito HollyHock (cedido)    | Japón     | 2018      |
| Mito HollyHock             | Japón     | 2019      |
| Avispa Fukuoka             | Japón     | 2020-2024 |
| F. C. Machida Zelvia       | Japón     | 2025-     |

## Palmarés

### Títulos nacionales
| Título         | Club           | País  | Año  |
| -------------- | -------------- | ----- | ---- |
| Copa J. League | Avispa Fukuoka | Japón | 2023 |